# Alabama tavainak listája
A cikk Alabama tavait sorolja fel.

## Guntersville-tó

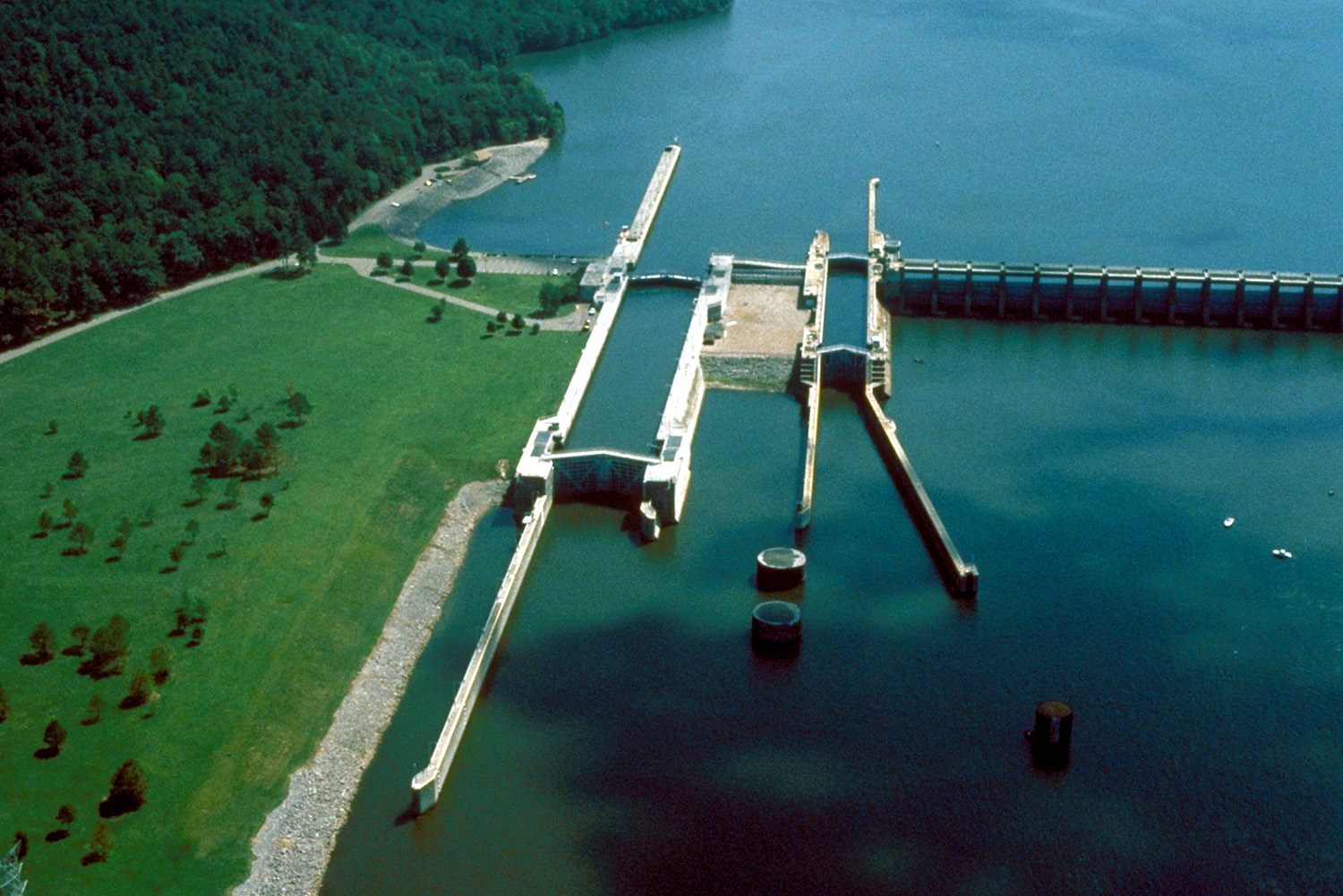
A Gunterville-gát és duzzasztó

A Guntersville-tó Alabama északi részén, Bridgeport és Guntersville között fekszik. Alabama legnagyobb mesterséges tava a Tennessee folyón. Hossza 121 km, területe 280 km². Nevét a közelben lévő városról kapta, amit viszont John Gunter, korai telepes tiszteletére neveztek el.

## Harding-tó
A Harding-tó Bartlett's Ferry néven is ismert. Területe 23.7 km² és a Chattahoochee folyó felduzzasztott része. A tavat a korábbi Bartlett's Ferry duzzasztó tavából hozták létre Harris megyében, mely átnyúlik Georgia államba. A tó mélysége meghaladja a 30 métert. Az eredeti tavat a Columbus Power Company 1920-ban hozta létre, és 1930-ban a Georgia Power vásárolta meg. A tó népszerű nyaraló- és kirándulóhely. Legfontosabb mellékfolyója a Halawakee Creek. A Harding-tónak több szigete van, melyek közül a leginkább említésre méltó a Houston's Island, melyen öreg házromok találhatók.

## Holt-tó

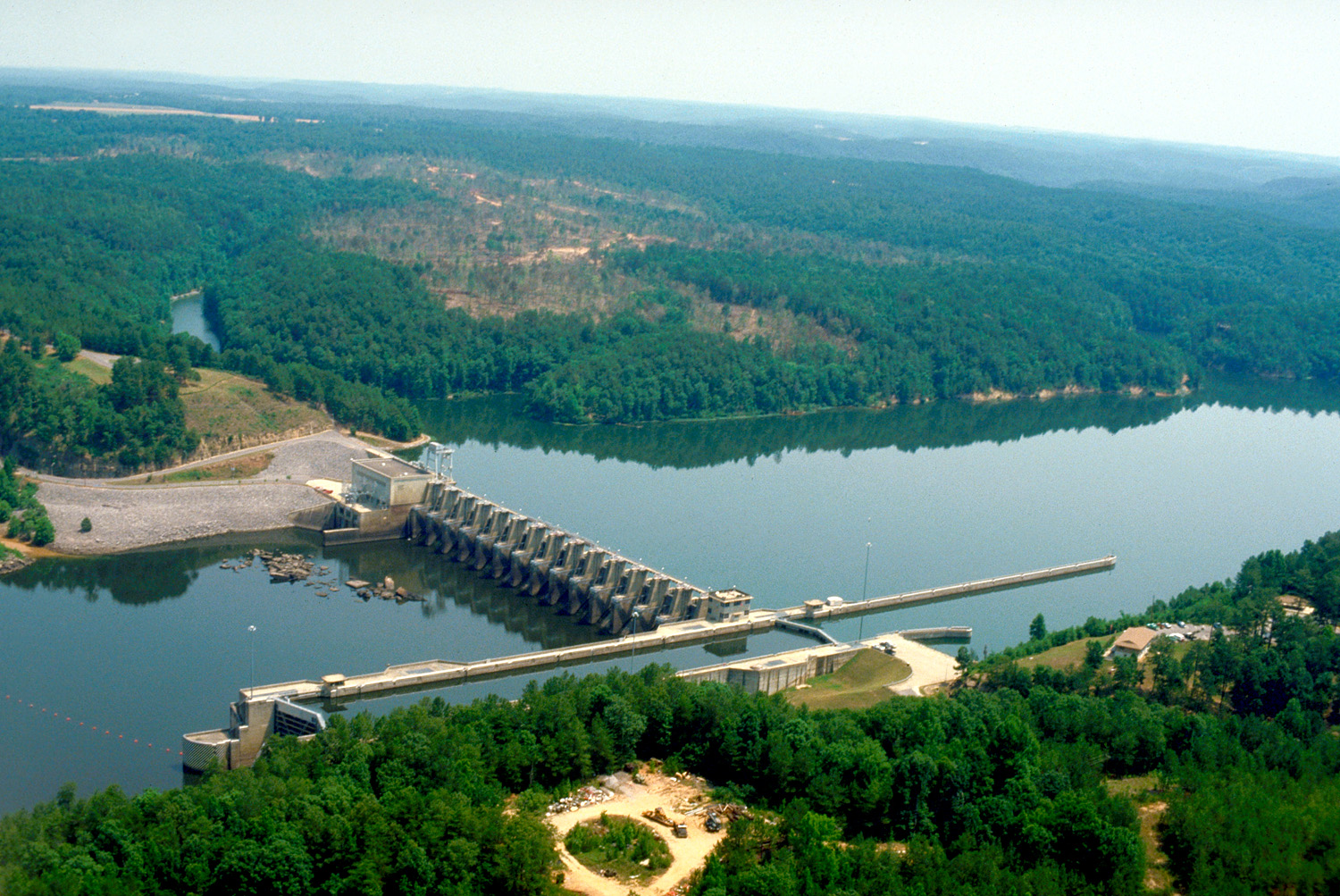
A Holt-tó, gát és duzzasztó

## Lake Jackson
Átnyúlik Floridába

## Pickwick-tó
A Pickwick-tó egy víztározó, amit a Tennessee Valley Authority hozott létre. A tó a Pickwick-duzzasztótól a Wilson-duzzasztóig terjed. A Wilson-duzzasztóval együtt kitűnő horgászási hely. A Pickwick-tó a Tennessee-Tombigbee-víziút északi vége, amely vízi szállítási lehetőséget biztosít a Mexikói-öbölig. A tó átnyúlik Mississippi államba.

## West Point-tó
A Chattahoochee folyó felduzzasztott szakasza, amit a US Army Corps of Engineers alakított ki. A tó 10 500 hektár kiterjedésű, 56 km hosszú, legnagyobb szélessége 4,8 km, a partszakasz hossza pedig 825 km. A tó gazdag élővilággal rendelkezik.

## Wheeler-tó

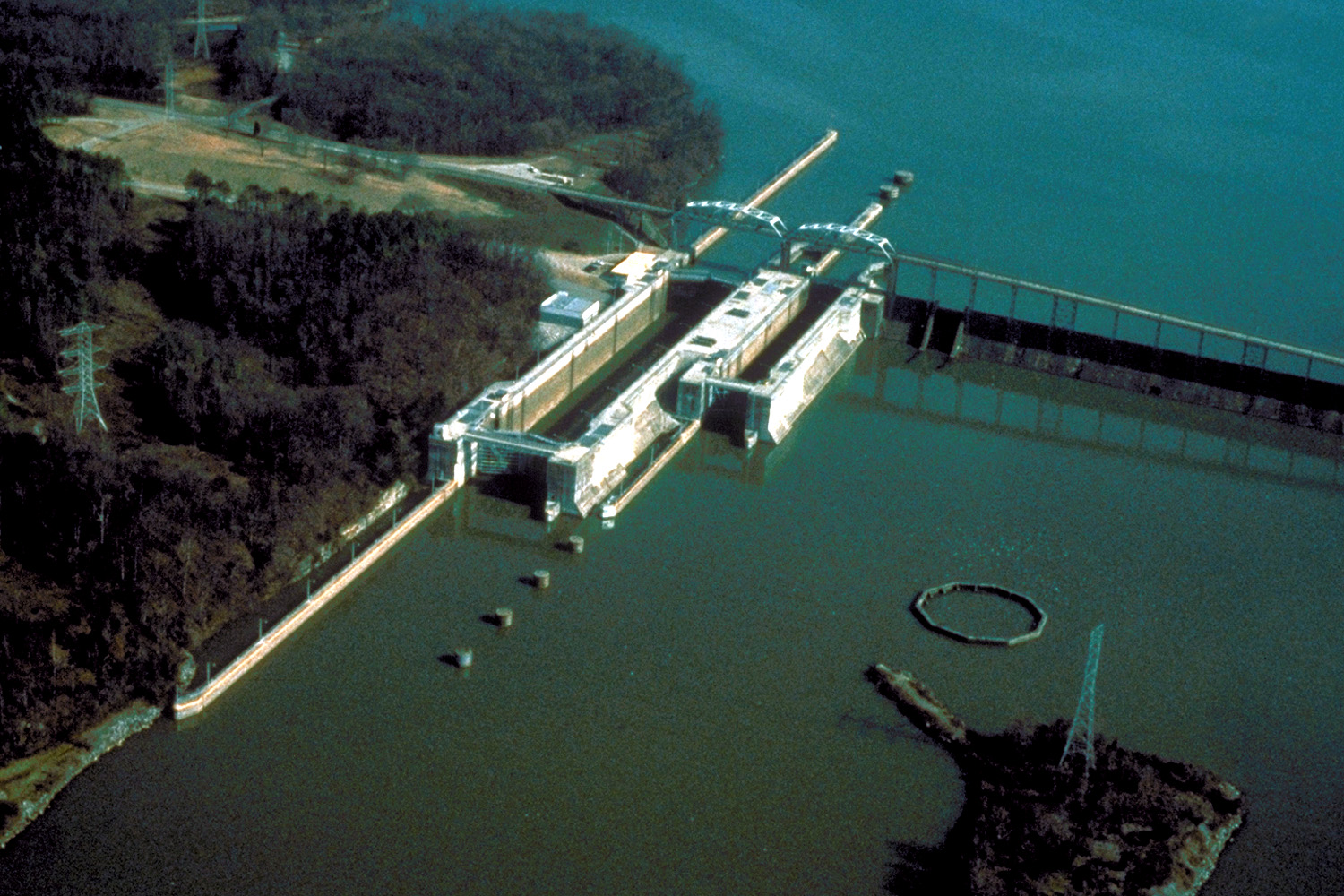
Wheler gát ész duzzasztó

A tó Alabama északi részén, Rogersville és Huntsville között helyezkedik el, a Wheeler Dam építette a Tennessee folyón. Hosszúsága 96.5 km, területe 272 km²; Alabama második legnagyobb tava a Gunterville-tó után. Decatur városa tartja karban s működteti. A tó kedvelt pihenőhely, kempingezési és csónakázási lehetőséggel. Évente mintegy négymillió turista látogat ide. A tavat Joseph "Joe" Wheeler tábornok tiszteletére nevezték el.